# FIFA 17
FIFA 17 er et videospil i den populære videospilserie FIFA, der udvikles af EA Canada og udgives af Electronic Arts under navnet EA Sports. Der udgives et nyt spil i spilserien hvert efterår, og dette års spil havde udgivelsesdato i Danmark d. 29. september 2016. FIFA 17 er et fodboldspil, hvor man både som Singleplayer og multiplayer kan spille fodboldkampe med og mod mange af verdens bedste fodboldklubber og fodboldspillere. Spillet er tilgængeligt på Playstation 4, Playstation 3, Xbox One, Xbox 360 og PC. D. 13. september 2016 vil der være en gratis FIFA 17 demo tilgængelig, hvor spillere kan teste spillet, før de beslutter sig for at købe det i butikkerne. 

## Gameplay
EA Sports annoncerede på E3 2016, at FIFA 17 vil have alle 20 managere fra Premier League med i spillet med ansigtsscanninger. De nye features i spillet inkluderer blandt andet nye angrebsteknikker, tilpasning af dødbolde, forbedret intelligens hos spillere og bedre fysiske interaktioner. 

### Nye ligaer og hold
EA Sports annoncerede d. 23. juni 2016, at den japanske J1 League og J. League Cup vil være med i spillet for første gang nogensinde. Desuden vil der være 23 brasilianske klubhold med i FIFA 17, der vil spille i en ikke licenseret brasiliansk liga. De kvindelige norske og hollandske landshold vil også være i FIFA 17.

### The Journey
FIFA 17 vil indeholde et helt nyt singleplayer game-mode til PlayStation 4, Xbox One og PC kaldet The Journey("Rejsen" på dansk). Her er man i rollen som et ungt fodboldtalent i Premier League, hvor man skal forsøge at få succes som fodboldspiller. Man styrer en fiktiv karakter under navnet Alex Hunter, hvor man både er med inde på selve fodboldbanen og uden for banen på eksempelvis trænerkontoret eller drengeværelset. 

## Cover
Den argentinske fodboldspiller Lionel Messi har de seneste mange år været på coveret af FIFA-spilserien efter han erstattede Manchester United-spilleren Wayne Rooney. Kontrakten mellem Lionel Messi og EA Sports ophørte i sommeren 2016, og derfor er der fundet en ny fodboldspiller til coveret af FIFA 17. EA Sports afholdte i juli 2016 en online-afstemning, hvor der kunne stemmes om, hvem der skulle være årets coverstjerne. Afstemningen stod mellem Eden Hazard, Marco Reus, James Rodriguez og Anthony Martial, der alle er officielle ambassadører for FIFA 17. Den tyske Borussia Dortmund-spiller Marco Reus vandt afstemningen, og han er derfor at finde på coveret af FIFA 17. 